# Ernest Sugira
 (mai 2020).
Le contenu est difficilement compréhensible vu les erreurs de traduction, qui sont peut-être dues à l'utilisation d'un logiciel de traduction automatique.
Ernest Sugira, né le 27 mars 1991, est un footballeur international rwandais qui joue au Rayon Sports,.

## Biographie
Il a commencé sa carrière de jeune en tant que milieu de terrain à l'AS Muhanga à un âge précoce et a mené à une finale de coupe rwandaise avec le club. En juin 2013, il a rejoint APR En mars 2014, il a marqué un but dans une victoire de 4-0 sur Amavubi Étoiles dans la Primus National Soccer League En outre, dans la Coupe du Rwanda a également connu sous le nom de la Coupe de la Paix, il a raté un penalty lors d'une séance de tirs au but contre son ancien club de l'AS Muhanga mais malgré cela, son équipe a gagné 10-9 pour passer au tour suivant. Avec l'APR FC, il a remporté un doublé lors de la saison 2013-2014. En septembre 2014, Sugira a signé avec l'AS Kigali parmi deux autres joueurs de l'APR FC pour rejoindre le club. Dans le tournoi de pré-saison de Rwamagana, il a marqué un but en demi-finale contre le Mukura Victory Sports FC et a finalement remporté le trophée en finale contre l'hôte Sunrise FC. Puis, en décembre 2014, il a remporté un autre trophée lors de la finale de la Coupe de l'Ombudsman contre le Police FC.
En mai 2016, Ernest Sugira a signé avec AS Vita Club, un club de la RD Congo, et a rejoint le club pour un contrat de 2 ans.

## Carrière internationale
Ernest Sugira a fait ses débuts pour le Rwanda à l'âge de 22 ans contre le Bénin en septembre 2013 pour le match de qualification pour la Coupe du Monde de la FIFA 2014. Il a marqué son premier but international contre le Mozambique. Lors des qualifications à la Coupe d'Afrique des Nations 2017 à Maputo. En janvier 2016, il a disputé le CHAN 2016 au Rwanda et a marqué 3 buts en 4 matches. Il a conduit le Rwanda aux phases éliminatoires d'une compétition majeure pour la première fois de son histoire en marquant un doublé contre le Gabon. Il a finalement été nommé l'homme du match. Bien qu'il ait retrouvé le fond du filet alors que l'équipe du Rwanda jouait son match de quart de finale contre la RD Congo, cela n'a pas suffi car l'hôte a continué à perdre 2-1 en prolongation. Cependant, Ernest Sugira a été inclus dans l'équipe du tournoi.

### Matchs internationaux
Les scores et les résultats indiquent le premier but du Rwanda. 
| N°   | Date              | Lieu                                                        | Adversaire   | But  | Résultat | Compétition                                             |
| ---- | ----------------- | ----------------------------------------------------------- | ------------ | ---- | -------- | ------------------------------------------------------- |
| 1.   | 14 juin 2015      | Estádio do Zimpeto, Maputo, Mozambique                      | Mozambique   | 1 –0 | 1–0      | Qualification Coupe d'Afrique des Nations 2017          |
| 2.   | 28 août 2015      | Stade Amahoro, Kigali, Rwanda                               | Éthiopie     | 1 –0 | 3–1      | Amical                                                  |
| 3.   | 20 janvier 2016   | Stade Amahoro, Kigali, Rwanda                               | Gabon        | 1 –0 | 2–1      | Championnat d'Afrique des Nations 2016                  |
| 4.   | 20 janvier 2016   | Stade Amahoro, Kigali, Rwanda                               | Gabon        | 2 –0 | 2–1      | Championnat d'Afrique des Nations 2016                  |
| 5.   | 30 janvier 2016   | Stade Amahoro, Kigali, Rwanda                               | RD Congo     | 1 –1 | 1–2      | Championnat d'Afrique des Nations 2016                  |
| 6.   | 29 mars 2016      | Stade Amahoro, Kigali, Rwanda                               | Maurice      | 2 –0 | 5-0      | Qualification Coupe d'Afrique des Nations 2017          |
| 7.   | 29 mars 2016      | Stade Amahoro, Kigali, Rwanda                               | Maurice      | 3 –0 | 5-0      | Qualification Coupe d'Afrique des Nations 2017          |
| 8.   | 11 juin 2017      | Stade Barthélemy Boganda, Bangui, République centrafricaine | Centrafrique | 1 –1 | 1–2      | Qualification Coupe d'Afrique des Nations 2019          |
| 9.   | 18 septembre 2019 | Stade des Martyrs, Kinshasa, RD Congo                       | RD Congo     | 2 –1 | 3–2      | Amical                                                  |
| dix. | 22 septembre 2019 | Stade du Tigré, Mekelle, Éthiopie                           | Éthiopie     | 1 –0 | 1–0      | Qualification du Championnat d'Afrique des Nations 2020 |
| 11.  | 19 octobre 2019   | Stade Régional Nyamirambo, Kigali, Rwanda                   | Éthiopie     | 1 –1 | 1–1      | Qualification du Championnat d'Afrique des Nations 2020 |